# Miniatur (Literatur)
Miniatur, speziell Prosa-Miniatur und lyrische Miniatur, bezeichnet als Gattung in der Literatur ganz allgemein einen sehr kurzen Text, und wird – undifferenziert und je nach thematischem Zusammenhang – als Synonym für Begriffe wie Kurzgeschichte, Novelle, Fragment, Anekdote, Vignette, Microfiction, Nanofiction oder Flash Fiction verwendet.
Die literarisch präzisere Definition von  Miniatur –  der Begriff wurde, wie auch Vignette, analog zu dem Begriff in der Malerei gewählt – ist  „bildhafte Beschreibung, kurzer Text mit zahlreichen, mit Wörtern gemalten Bildern“.

## Definitionen und Beispiele
Miniatur ist bis auf die relative Kürze des Textes nicht einheitlich definiert. Eine sehr allgemeine Definition versteht Miniatur aufgrund der Kürze als Synonym von Kurzgeschichte, Novelle, Fragment, Anekdote, Vignette, Microfiction, Nanofiction und Flash Fiction.
Eine weitere Definition bezieht sich auf die Analogie des Begriffs zur Malerei, wobei die literarische Miniatur mit Worten ein Bild zeichnet.

### Prosa-Miniaturen
Prosa-Miniatur ist eine literarische Gattung der Schriftsteller des 20. Jahrhunderts, die besonders mit bildhafter Beschreibung arbeitet: „Texte, die sich zahlreicher – mit Wörtern gemalter – Bilder bedienen“. In dieser Bedeutung verwendet Christina Niem den Begriff: „Indem Tetzner Miniaturen gesellschaftlicher Zustände der Jahre nach dem Ersten Weltkrieg, der Wirtschaftskrise und Inflation zu Beginn der Weimarer Republik zeichnete, führte sie ganz unprätentiös und ohne besondere Kommentierung soziale Realität vor.“
Stefan Zweig (1881–1942) spezifizierte sein 1927 erschienenes Werk Sternstunden der Menschheit mit dem erklärenden Zusatz Vierzehn historische Miniaturen und zeichnet darin 14 Geschichtsbilder aus seiner ganz persönlichen Sicht.
Weitere Prosa-Miniaturen finden sich in den Werken von Robert Walser (1878–1956), Franz Kafka (1883–1924) und Robert Musil (1880–1942) und werden aufgrund ihrer Kürze und Intensität als von „großer poetischer Kraft und Konzentration“ wahrgenommen.

### Lyrische Miniaturen
Bekannte Formen lyrischer Miniaturen sind Haiku (jap. 俳句;), japanischen Kurzgedichte, und Haiku enthaltende Haibun (jap. 俳文 für possenhafte Schilderung), sowie sich an Haiku orientierende kurze Gedichte wie das oft zitierte In a Station of the Metro (In einer Station der Metro) von Ezra Pound (1885–1972), das ausschließlich „ein Bild“ hervorruft und „keine Handlung“ (kein Verb) hat:

“The apparition of these faces in the crowd:
Petals on a wet, black bough.”

„Das Erscheinen dieser Gesichter in der Menge:
Blütenblätter auf einem nassen, schwarzen Ast.“

Zu den lyrischen Miniaturen Ende des 19. und Anfang des 20. Jahrhunderts werden Gedichte von Erich Kästner (1899–1974) und Kurt Tucholsky (1890–1935) gezählt: „Die lyrische Miniatur, das schnell zu konsumierende, leicht zu verstehende Gedicht war durch Erich Kästner und Kurt Tucholsky zum zeittypischen Muster geworden...“, sowie Werke der späten Lyrik Bertolt Brechts (1898–1956) und die des Mongolen Daschdordschiin Natsagdordsch (1906–1937), des „Meisters der lyrischen Miniatur“.
Vor dieser Periode erfährt Friedrich Hölderlin (1770–1843), danach Elena Andreevna Švarc (Jelena Schwarz) (1948–2010) Erwähnung.